# Proasellus monsferratus
Proasellus monsferratus là một loài chân đều trong họ Asellidae. Loài này được Braga miêu tả khoa học năm 1948.